# Radoniów
Radoniów (niem. Ottendorf) – wieś w Polsce położona w województwie dolnośląskim, w powiecie lwóweckim, w gminie Lubomierz.

## Położenie
Radoniów to wieś o długości około 1,2 km, leżąca w środkowo-wschodniej części Pogórza Izerskiego, w centralnej części Wzniesień Radoniowskich, na południowo-zachodnich zboczach Głębca, nad bezimiennym potokiem będącym lewym dopływem Młyńskiej Strugi, na wysokości około 350–390 m n.p.m.

## Podział administracyjny
W latach 1975–1998 miejscowość administracyjnie należała do województwa jeleniogórskiego.

## Historia górnictwa
W latach 1953–1963 na terenie wsi prowadzono wydobycie rudy uranowej. Kopalnia uranu znajdowała się na północny wschód od zabudowań wsi. Obecnie na jej terenie znajdują się szczątki urządzeń kopalnianych oraz hałdy skały płonnej.

## Zabytki
Do wojewódzkiego rejestru zabytków wpisane są:
- neogotycki kościół filialny pw. Podwyższenia Krzyża Świętego, z lat 1881–1884,
- mur ogradzający.

Inne zabytki:
- pomnik pamięci ofiar I wojny światowej,
- przydrożna figurka Matki Boskiej.